# 14032 Мего
14032 Мего (14032 Mego) — астероїд головного поясу, відкритий 4 грудня 1994 року.
Тіссеранів параметр щодо Юпітера — 3,395.